# شاهزاده یاماشیرو

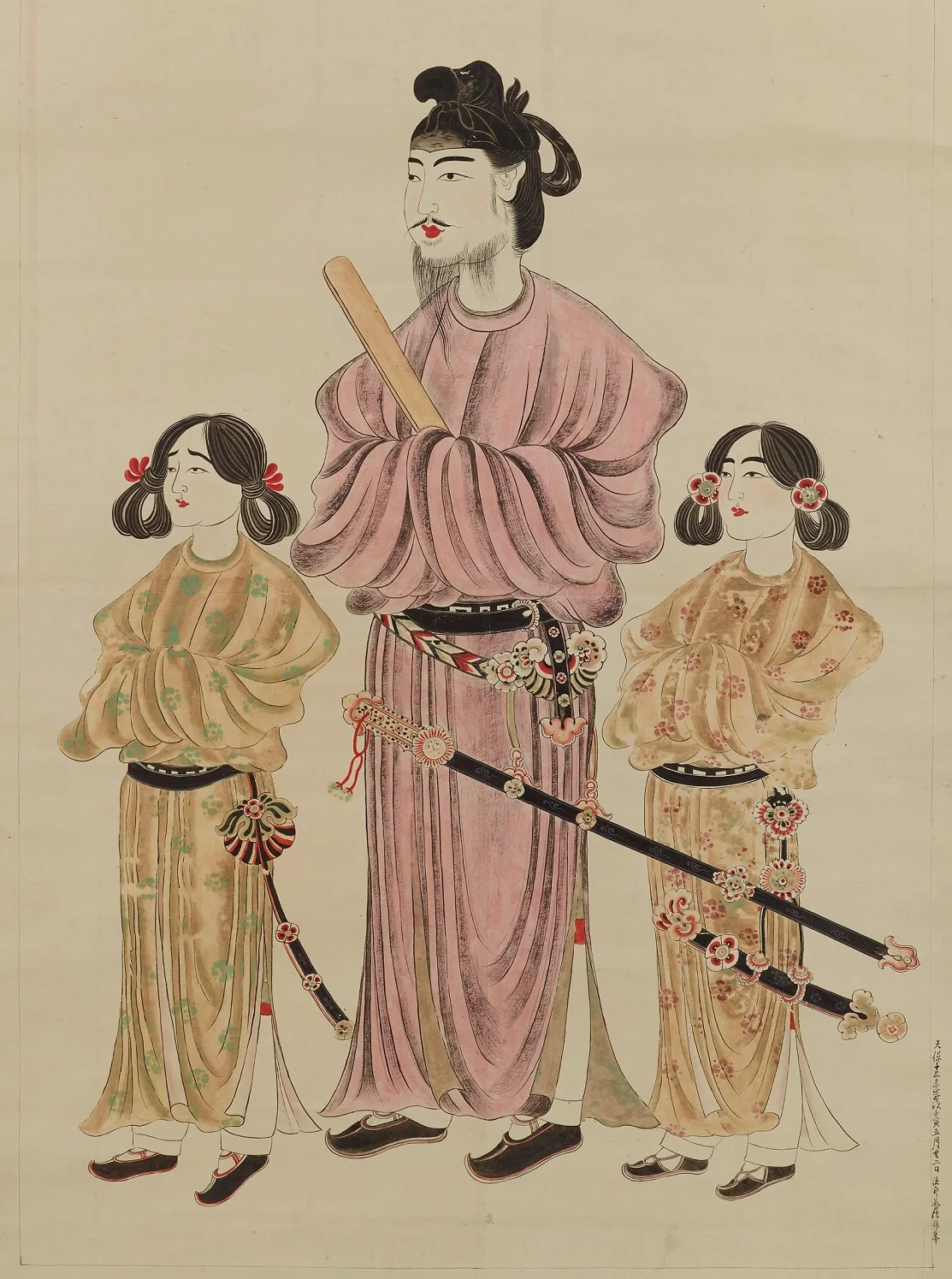
یاماشیرو (راست) با پدرش شاهزاده شوتوکو (مرکز) و عموی اگوری (چپ)

شاهزاده یاماشیرو (به ژاپنی: 山背大兄王, Yamashiro no Ōe no Ō)، مرگ ۶۴۳، پسر ارشد یکی از مشهورترین چهره‌های تاریخ ژاپن، شاهزاده شوتوکو تایشی بود. یاماشیرو در سال ۶۲۸ پس از مرگ امپراتریس سویکو حق جانشینی امپراتوری را ادعا کرد. با این حال، او حق سلطنت را به دلیل ادعای شاهزاده تامورا را که به عنوان امپراتور جومی به سلطنت رسید، از دست داد، زیرا از حمایت نجیب‌زاده قدرتمند دربار سوگا نو امیشی برخوردار بود. او و خانواده‌اش زمانی که خانه‌شان توسط پسر امیشی، سوگا نو ایروکا، در سال ۶۴۳ مورد حمله قرار گرفت، خودکشی کردند. برخی از محققان بر این باورند که یاماشیرو شاعر و محقق سارومارو دایو بوده است. اما تقریباً هیچ چیز مشخص نیست.